# 블루 라군 (칵테일)

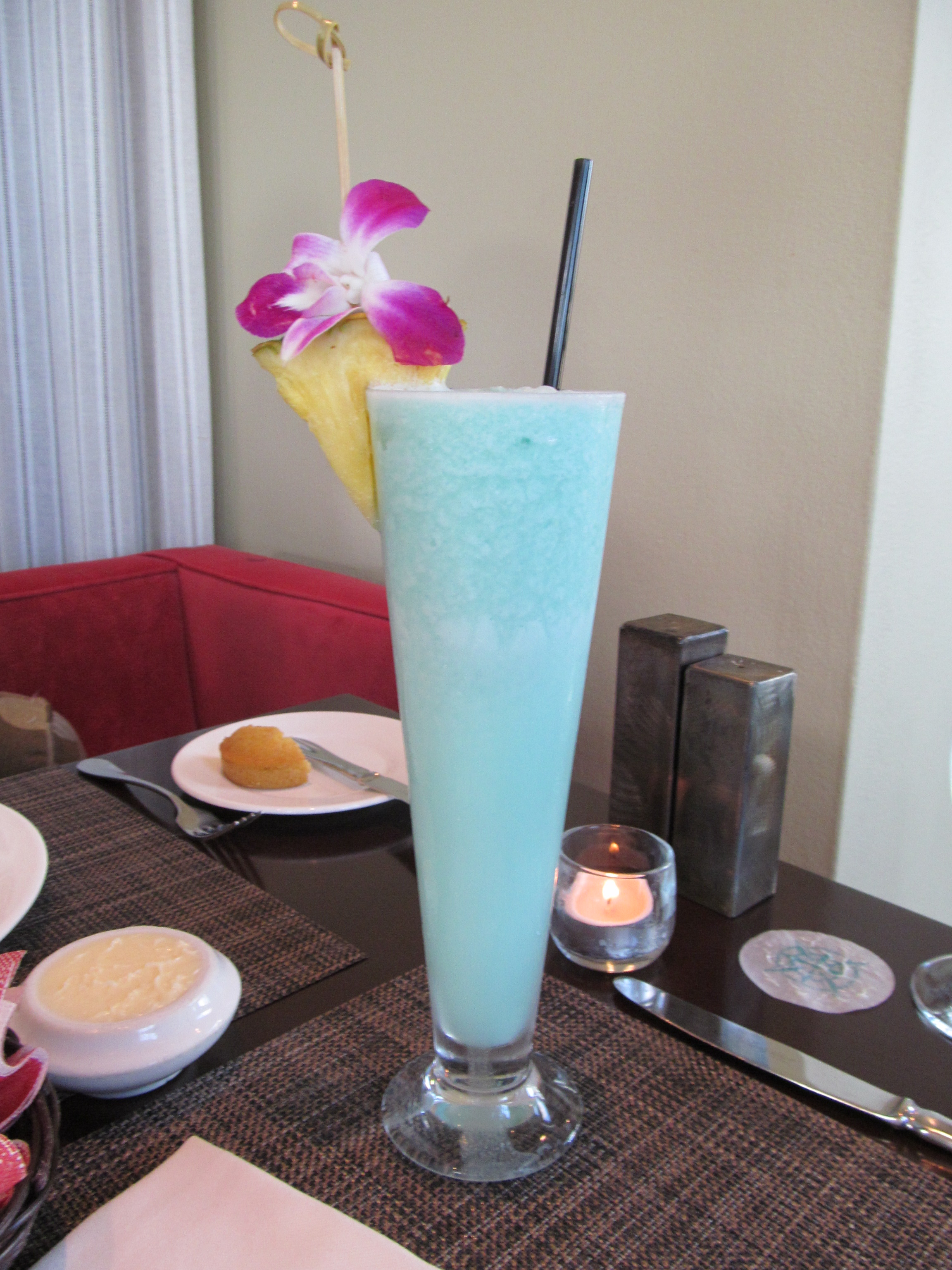
블루 라군

블루 라군(영어: Blue Lagoon)은 보드카 베이스의 칵테일 중 하나이다.